# Костариканська література
Костарика́нська літерату́ра — література народу Коста-Рики. Створюється іспанською мовою.

## Історія
Твори колоніального періоду (XVI — XVIII століття) були наслідуванням зразків іспанської літератури (збірка інтимної лірики «Строфи» Д. Хіменеса, 1574). У кінці XVII — на початку XVIII століття з просвітительськими ідеями виступили Х. А. де Льєндоі-Гойкоечеа, Ф. дель Кастільйо. 
Як самостійна Косториканська література почала розвиватися після проголошення незалежності країни (1821). В літературі цього часу панує неокласицизм. На межі XIX — XX століття поширюється костумбризм (збірка оповідань і легенд «Мальовнича Коста-Рика» М. Аргуельйо Мори, 1899). Костумбристські традиції згодом поступаються реалістичним тенденціям. У творчості Х. Гарсіа Монхе — автора перших національних романів «Сирітка» і «Дочки полів» (обидва 1900) це пов’язано з подоланням натуралізму. Просвітительська і публіцистична діяльність цього письменника (засновник журналу «Repertorio Americano» («Американський збірник», 1919—1958)] сприяла становленню демократичних ідей у літературі першої половини XX ст. До реалізму тяжіли також Р. Фернандес Гуардіа (збірка «Костариканські оповідання», 1901), М. Гонсалес Селедон (збірка оповідань «Незвичайна», 1910), М. де Х. Хіменес, К. Гонсалес Рукавадо тощо. 
З драматичними творами виступили К. Д. Уренья, Е. Кальсамілья. Фольклорні мотиви лягли в основу колективної збірки віршів «Костариканська ліра» (1890—1891). До селянської тематики звернулися поети А. Х. Ечеверріа (збірки «Романси», 1903; «Селянські мотиви», 1905), Л. Чаварріа («Орхідеї», 1904). 
На початку XX століття провідну роль у поезії відіграє модернізм (Р. Бренес Месен, Р. Кардона, Х. Марчена). Соціальна і політична тематика розробляється у романах «Сфінкс на стежці» Х. Кардони (1914), «Хворе дерево» (1918) та «Падіння орла» (1920) К. Гахіни, повісті «Хуан Варела» А. Еррера Гарсіа (1939) та інші. 
Події болівійсько-парагвайської війни відображено в романі «Зелене пекло» Х. Маріна Каньяса (1935). Антиімперіалістичне спрямування мав цикл публіцистичних нарисів «Банани і люди» (1931) Кармен Ліри. Викриття грабіжницької діяльності однієї з північноамериканських компаній у Коста-Риці — у центрі роману «Маміта Юнай» (1941) К. Л. Фальяса. Він же автор повістей «Підривники», «Майстерня», «Моя хрещена» (усі 1954), в яких порушено й морально-етичні проблеми.  
В літературі 60 — кінця 70-х років соціально-критичні тенденції розвинулися у романах Ф. Дурана Айянеги («„Два реали“ та інші розповіді», 1960), Х. Гутьєрреса («Порт Лимон», 1960; «Радянський Союз такий, яким він є», 1967; «Загинемо, Федеріко?..», 1973; «Ти пам’ятаєш, брате?», 1978, тощо), Х. С. Уртадо («Переможені», 1977), у поезіях Г. Доблеса (збірка «Глибинне коріння», 1956), К. Наранхо («Меса у темряві», 1967), Х. Дебраво (збірки «Ми — люди», 1966; «Пісні кожного дня», 1967), Х. Доблеса ісагірре («Тягар життя», 1968), Х. Саласа («Світло навкруги», 1974), А. Часе (збірки «Книга про мою батьківщину», 1976; «Земля під ногами», 1978), у драмах А. Каньяса (п’єса «У серпні виповнилося два роки», 1968, тощо). 

## Костариканська література і Україна
В Україні твори коста-риканських письменників опубліковані у збірках «Латиноамериканська повість» (К., 1978), «Слово, народжене в борні. Поезія та проза молодих латиноамериканських письменників» (К., 1984), періодиці («Всесвіт», 1976, № 2; «Всесвіт», 1983, № 8; «Молода гвардія», 1984, 4 серпня, тощо). Серед перекладачів — М. Литвинець, Л. Олевський, О. Стаєцький, М. Жердинівська, О. Буценко, В. Герасим’юк та інші.